# Protolithocolletis
Protolithocolletis is een geslacht van nachtvlinders uit de familie Gracillariidae, de mineermotten.
Het geslacht omvat één soort:
- Protolithocolletis lathyri Braun, 1929